# Parevania curvicarinata
Parevania curvicarinata är en stekelart som först beskrevs av Cameron 1899.  Parevania curvicarinata ingår i släktet Parevania och familjen hungersteklar. Inga underarter finns listade i Catalogue of Life.